# Alkyn

Ethyn (ook wel acetyleen genoemd) is het meest eenvoudige alkyn.

Structuurformules van enkele alkynen: ethyn, but-1-yn, but-2-yn en de algemene structuurformule van een eindstandig lineair alkyn.

Alkynen zijn onverzadigde koolwaterstoffen waarin ten minste een paar koolstofatomen verbonden is door een drievoudige binding. Alkynen met één zo'n drievoudige binding en geen andere functionele groepen hebben de algemene verhoudingsformule CnH2n−2.
Enkele alkynen zijn:
- Ethyn (C2H2)
- Propyn (C3H4)
- But-1-yn (C4H6)
- But-2-yn (C4H6)
- Pent-1-yn (C5H8)